# Соколович Катерина Костянтинівна
Катерина Костянтинівна Соколович (15 квітня 1924, с. Волока, тепер Вижницького району, Чернівецької області — 20 травня 1998, с. Мілієве, Вижницький район, Чернівецька область) — новатор сільськогосподарського виробництва, льонарниця, Герой Соціалістичної Праці.

## Біографія
Народилася 15 квітня 1924 року в селі Волока, тепер Вижницького району, Чернівецької області. Працювала ланковою по вирощуванню льону. Була учасником Виставки досягнень народного господарства СРСР. Удостоєна звання Героя Соціалістичної Праці. Померла 20 травня 1998 року.

## Відзнаки, нагороди
- Медаль «Серп і Молот»(1966).
- Орден Леніна (1966).
- Золота медаль ВДНГ.